# Yavuz Özkan
Pour les articles homonymes, voir Özkan.
Yavuz Özkan (né le 21 juillet 1942 à Yozgat, mort le 21 mai 2019 à Istanbul) est un réalisateur, scénariste et producteur turc.

## Carrière
Après avoir travaillé comme ouvrier dans une mine de Kütahya entre 1962 et 1965, ou foreur dans une raffinerie de pétrole, Yavuz Özkan commence à publier un magazine en 1966. Özkan écrit des histoires et est l'un des fondateurs du Théâtre Kocaeli.
Özkan se lance dans le cinéma en réalisant des courts métrages et en écrivant des scénarios de films dans les années 1970. En 1978 et 1979, il porte la lutte de la classe ouvrière turque sur grand écran avec ses films L'Enjeu et Demiryol. L'Enjeu, avec Cüneyt Arkın, Tarık Akan et Hale Soygazi, reçoit le prix du meilleur film au Festival international du film d'Antalya en 1978.
Le réalisateur s'installe à Paris après le coup d'État de 1980 en Turquie, écrit et réalise deux téléfilms pour une chaîne française, FR3,. Il apparait aussi devant la caméra en tant qu'acteur dans le film L'Arbre sous la mer, réalisé par Philippe Muyl.
De retour en Turquie en 1987, Yavuz Özkan fonde avec ses deux amis la Fondation turque du cinéma et de la culture audiovisuelle en 1991. Il en est membre du conseil de direction jusqu'à sa mort.
Yavuz Özkan fonde Z-1 Film Workshop en 1995. Il dispense un enseignement cinématographique gratuit avec une équipe de 33 membres composée de cinéastes, d'universitaires, de philosophes, de personnalités littéraires et de communicateurs. L'école scolarise 170 étudiants sans recevoir aucune aide financière ni frais de scolarité. Il inspire des cinéastes tels que Pelin Esmer.
Yavuz Özkan réalise 44 films tout au long de sa vie. Son dernier film est İstanbul'da Aşk, dont il écrit également le scénario, en 2010.
Yavuz Özkan meurt des suites d'une défaillance d'organe à l'hôpital où il était soigné le 21 mai 2019. Sa tombe se trouve au cimetière de Zincirlikuyu.

## Combat contre la censure
La lutte de Yavuz Özkan contre la censure commence en 1977. Il s'exprime contre les interdictions en marchant jusqu'à Ankara contre les interdictions imposées par le conseil de censure établi par le gouvernement cette année-là. Le comité organisateur de la marche, qui débute à Istanbul le 5 novembre 1977 et se termine à Ankara le 7 novembre, est composé de Cüneyt Arkın, Tarık Akan, Hakan Balamir et Semra Özdamar. La marche, qui débute avec la participation d'environ 400 personnes, se termine par un rassemblement sur la place Tandoğan à Ankara.
En 1978, il décide de se retirer du Festival international du film d'Antalya après qu'on veuille censurer son film L'Enjeu. Après des discussions, le film est projeté sans censure au festival et reçoit le prix du meilleur film.
En 1979, Özkan, qui avait organisé une projection de L'Enjeu, interdite par la commission de censure, avec une copie non censurée du film au cinéma Emek, à Istanbul, est condamné à une amende et à une peine d'emprisonnement. Le réalisateur fait alors appel au Conseil d'État, obtient un sursis de l'exécution puis réussit à sortir son film sans censure.
Le 16e Festival international du film d'Antalya, qui a lieu en 1979, est annulé par la municipalité d'Antalya. La raison de l'annulation est que le comité de censure interdit Gamins d'Istanbul d'Ömer Kavur et Yolcular d'Yavuz Pağda, ainsi que le film Demiryol, qui participe au festival. Les prix du festival de 1979 sont remis à leurs récipendiaires 32 ans plus tard, sous le titre des Oranges d'or des retardataires, dans le cadre du Festival international du film d'Antalya en 2011. Demiryol, Gamins d'Istanbul et Yolcular sont jugés dignes du prix du meilleur film et partagent le prix.
Özkan, qui lutte toute sa vie contre la censure, donne sa signature dans la campagne de protestation lancée après l'interdiction du film Bakur lors du 34e Festival international du film d'Istanbul organisé en 2015.

## Filmographie

### Comme réalisateur
- 1974: 2x2=5
- 1975: Yarış
- 1976: Vardiya
- 1978: L'Enjeu (tr)
- 1979: Demiryol (Le Chemin de fer)
- 1982: Sevgiliye Mektuplar (TV)
- 1985: Son Savaşçı (TV)
- 1987: Les Évadés de la Pluie (tr)
- 1988: Umut Yarına Kaldı
- 1989: Filim Bitti
- 1990: Büyük Yalnızlık
- 1991: Ateş Üstünde Yürümek
- 1992: İki Kadın
- 1994: Bir Sonbahar Hikayesi
- 1994: Yengeç Sepeti
- 1995: Bir Kadının Anatomisi
- 1997: Bir Erkeğin Anatomisi
- 1999: Hayal Kurma Oyunları
- 2011: İlkbahar - Sonbahar

### Comme scénariste
- 1974 : 2x2=5
- 1975 : Yarış
- 1976 : Bekleyiş
- 1976 : Vardiya
- 1978 : L'Enjeu
- 1979 : Le Chemin de fer
- 1982 : Sevgiliye Mektuplar (TV)
- 1985 : Son Savaşçı (TV)
- 1987 : Les Évadés de la Pluie
- 1988 : Umut Yarına Kaldı
- 1989 : Filim Bitti
- 1990 : Büyük Yalnızlık
- 1991 : Ateş Üstünde Yürümek
- 1992 : İki Kadın
- 1994 : Bir Sonbahar Hikayesi
- 1994 : Yengeç Sepeti
- 1995 : Bir Kadının Anatomisi
- 1997 : Bir Erkeğin Anatomisi
- 1999 : Hayal Kurma Oyunları

### Comme acteur
- 1971: Kara Gün
- 1972: Aşka Susayanlar: Seks ve Cinayet
- 1972: Bir Garip Adam
- 1972: Cehennemin Beş Delisi
- 1974: 2x2=5
- 1977: Yıkılmayan Adam (tr)
- 1985: L'Arbre sous la mer
- 1988: Umut Yarına Kaldı

## Crédit d'auteurs
- (tr) Cet article est partiellement ou en totalité issu de l’article de Wikipédia en turc intitulé « Yavuz Özkan » (voir la liste des auteurs).